# Pen y Clawdd Castle
Pen y Clawdd Castle är ett slott i Storbritannien.   Det ligger i kommunen Monmouthshire och riksdelen Wales, i den södra delen av landet, 200 km väster om huvudstaden London. Pen y Clawdd Castle ligger 177 meter över havet.
Terrängen runt Pen y Clawdd Castle är huvudsakligen kuperad, men åt nordost är den platt. Runt Pen y Clawdd Castle är det ganska tätbefolkat, med 96 invånare per kvadratkilometer. Närmaste större samhälle är Abergavenny, 6,1 km söder om Pen y Clawdd Castle. Trakten runt Pen y Clawdd Castle består i huvudsak av gräsmarker.